# Lentokenttä (Turku)
Le quartier de l'aéroport  (finnois : Lentokenttä) est un quartier du district de Maaria-Paattinen à Turku en Finlande.

## Description
Lentokenttä fait partie du district Maaria-Paattinen.
Il comprend la zone de l'aéroport de Turku avec ses pistes, les zones d'entretien et de logistique et la gare aéroportuaire et ses zones de stationnement.
.

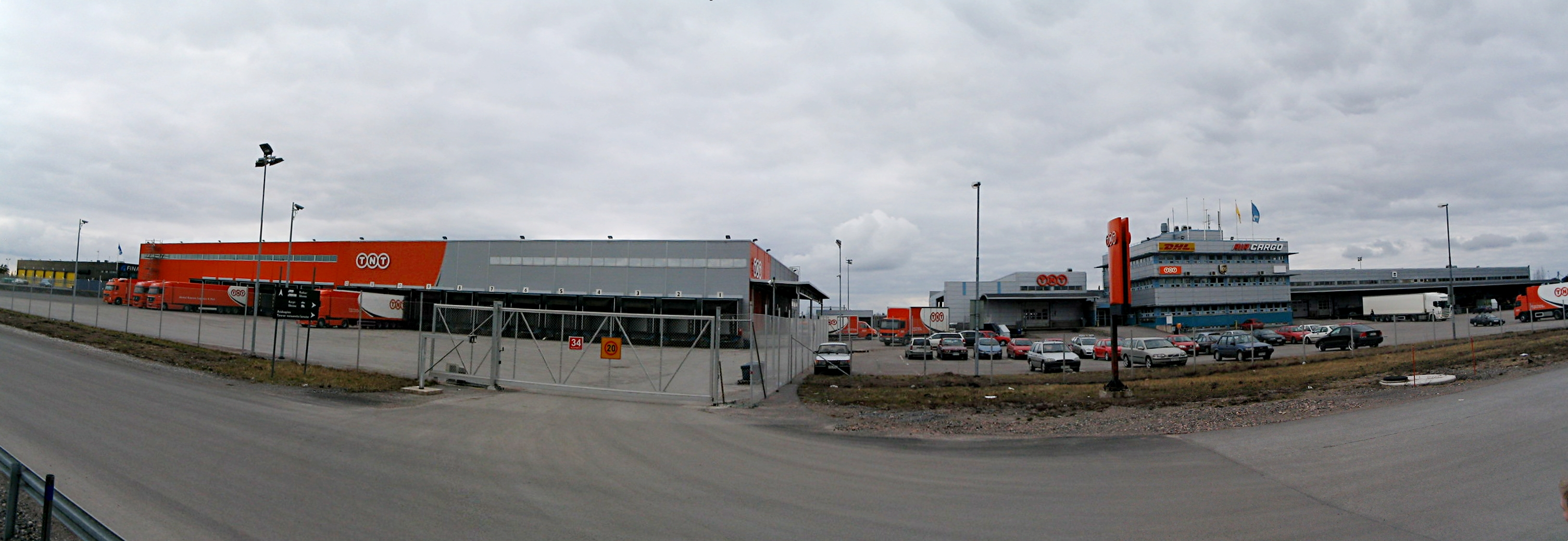
Zone logistique

Les ressources naturelles de la région sont représentées par le marais Pomponrahka, situé au sud de l'aéroport. 
La zone est un site Natura 2000 de 135 hectares et fait partie d’un programme national de conservation des zones humides.

## Galerie

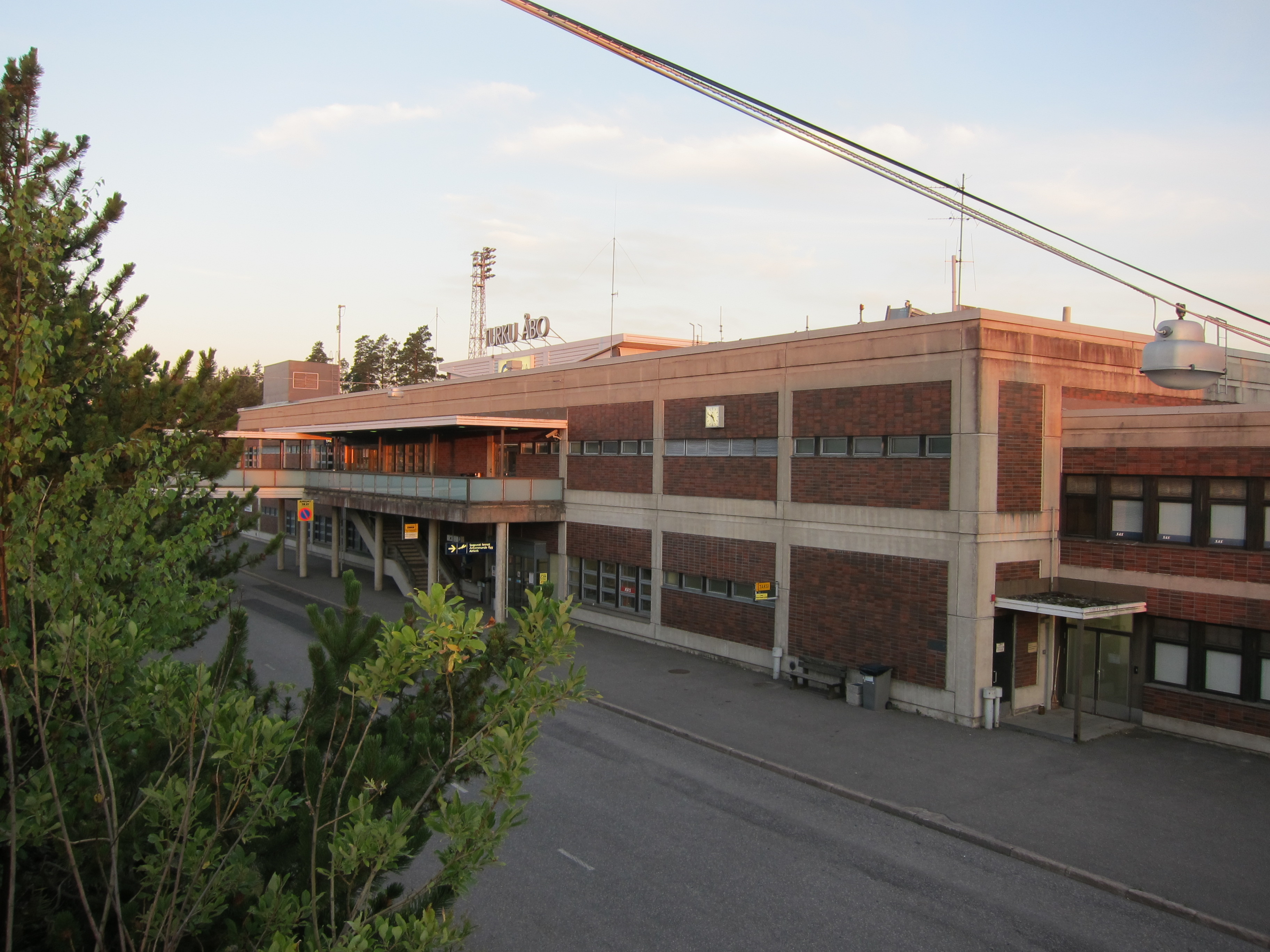
Terminal 1 de l'aéroport.
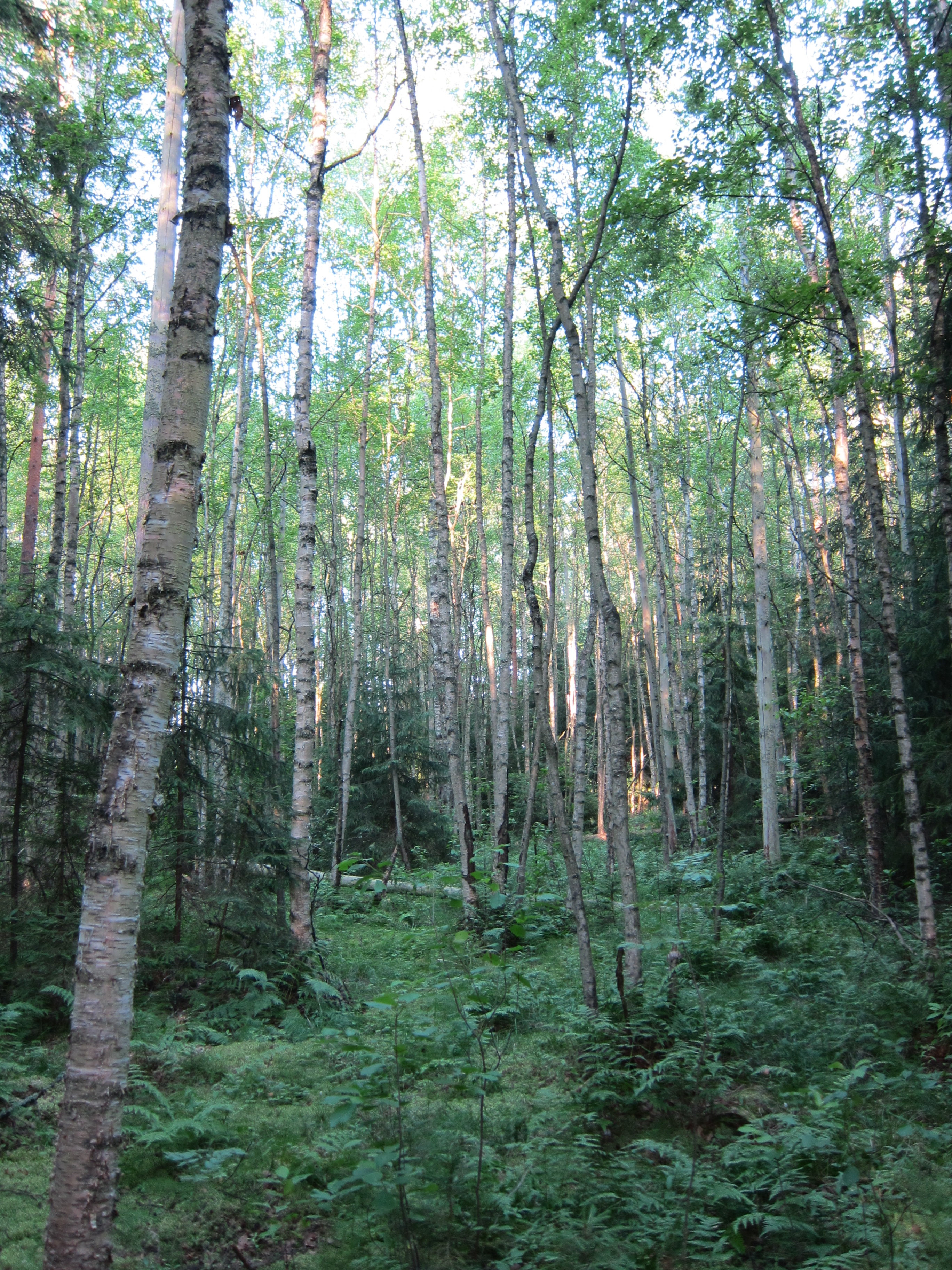
Pomponrahka.
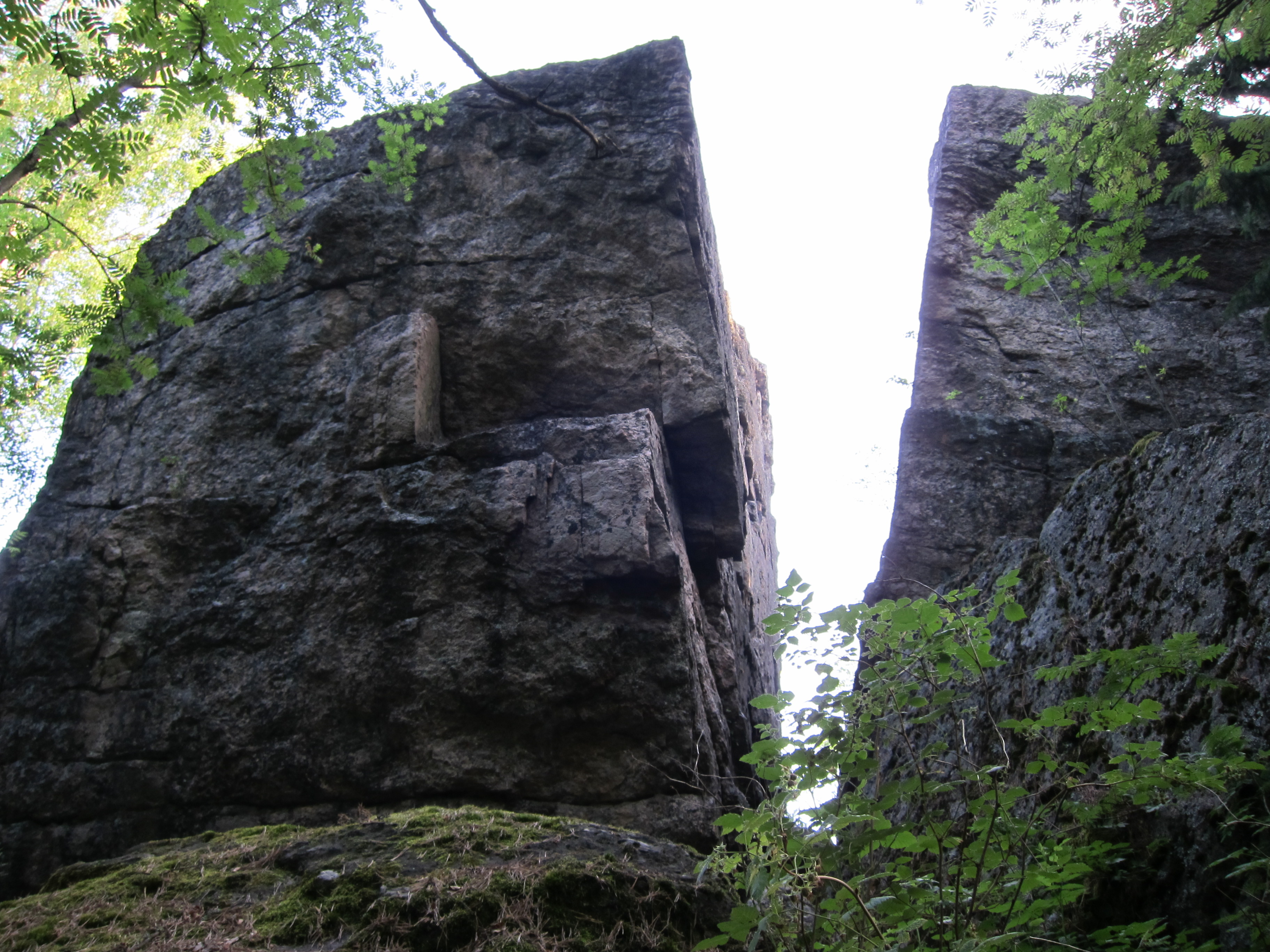
Kärsämäen pirunpesä.